# مواء أخضر
الموَّاء الأخضر (الاسم العلمي: Ailuroedus crassirostris) هو نوع من طيور التعريشة الموجودة في الغابات شبه الاستوائية على طول الساحل الشرقي لأستراليا، من جنوب شرق كوينزلاند إلى جنوب نيو ساوث ويلز. يُدعى بالموَّاء استناداً إلى ندائه المُميَّز الذي يشبه مواء القط. يُشبِه الموَّاء الأخضر الموَّاء المرقَّط، الذييوجد فقط في مجموعة معزولة في أقصى شمال كوينزلاند.

## وصلات خارجية
- BirdLife Species Factsheet
- Green catbird audio recording at Freesound